# Station Hanaborg
Station Hanaborg (Noors: Hanaborg holdeplass), is een halte in Hanaborg in de gemeente Lørenskog in fylke Viken  in  Noorwegen. De halte uit 1956 ligt langs Hovedbanen en wordt bediend door lijn L1, de lokale lijn die pendelt tussen Spikkestad en Lillestrøm.